# Осинишки
Осини́шки (бел. Асіні́шкі, пол. Osieniszki) — хутор в Сморгонском районе Гродненской области Белоруссии.
Входит в состав Жодишковского сельсовета.
Расположен у северо-западной границы района. Расстояние до районного центра Сморгонь по дороге — около 22,5 км, до центра сельсовета агрогородка Жодишки по прямой — чуть более 4 км. Ближайшие населённые пункты — Боровые, Мель, Старая Рудня.
Согласно переписи население Осинишек в 1999 году насчитывало 1 жителя.
Неподалёку от хутора находится, так называемый, „скалодром“ — груда камней, используемая в тренировках скалолазами.
Осинишки располагаются непосредственно на территории ландшафтно-ботанического заказника «Голубые озёра».